# 88260 Insubria
88260 Insubria è un asteroide della fascia principale. Scoperto nel 2001, presenta un'orbita caratterizzata da un semiasse maggiore pari a 2,5963116 UA e da un'eccentricità di 0,1331283, inclinata di 13,81428° rispetto all'eclittica.
L'asteroide è dedicato all'omonima regione storica a cavallo degli odierni Piemonte, Lombardia (in Italia) e Canton Ticino (in Svizzera).